# Titularbistum Aulon
Aulon ist ein Titularbistum der römisch-katholischen Kirche.

## Geschichte
Es geht zurück auf ein früheres Bistum in Griechenland, das der Kirchenprovinz Athen zugeordnet war und in Avlonari im Südosten der Insel Euböa ansässig war. Als ein wahrscheinlicher früher Titularbischof wird Goswinus Grope genannt.
| Titularbischöfe von Aulon |                                                         |                                                        |                   |                    |
| Nr.                       | Name                                                    | Amt                                                    | von               | bis                |
| 1                         | Johann Raymund Guidobald Reichsgraf von Lamberg, OFMCap | Weihbischof in Passau (Deutschland)                    | 9. Mai 1701       | 6. April 1725      |
| 2                         | Johann Valentin Heimes                                  | Weihbischof in Worms und Mainz (Deutschland)           | 20. März 1780     | 23. Juli 1806      |
| 3                         | Mariano Medrano y Cabrera                               | Apostolischer Vikar von Buenos Aires (Argentinien)     | 7. Oktober 1829   | 2. Juli 1832       |
| 4                         | Peter Verdaguer y Prat                                  | Apostolischer Vikar von Brownsville (Texas, USA)       | 25. Juli 1890     | 26. Oktober 1911   |
| 5                         | Tomás Juan Carlos Solari                                | Weihbischof in Buenos Aires (Argentinien)              | 23. August 1943   | 20. September 1948 |
| 6                         | Manuel Tato                                             | Weihbischof in Buenos Aires (Argentinien)              | 13. November 1948 | 11. Juli 1961      |
| 7                         | Manuel Augusto Cárdenas                                 | emeritierter Weihbischof in Buenos Aires (Argentinien) | 7. April 1962     | 22. April 1975     |